# تكنولوجيا الحيوانات
تكنولوجيا الحيوانات هي ممارسات وإجراءات للحفاظ علي الحيوانات وتوفير الرعاية لهم لأغراض علمية , تعد تكنولوجيا الحيوان إحدى المجالات المهنية التي يشرف عليها فنيين علميين متخصصين في الحيوانات ولهم دورًا رئيسيًا في دعم البحوث الطبية الحيوية من خلال التأكد من أن الحيوانات متاحة للدراسة. تشمل المجالات الرئيسية لتكنولوجيا الحيوان (تربية الحيوانات وتوفير الرعاية اليومية لحيوانات المختبر ، وضمان الامتثال لممارسات رعاية الحيوان والقضايا القانونية وتنفيذ الإجراءات العلمية الأساسية). تختلف المؤهلات الفنية لتقنيي الحيوانات والأموار التي يجب أن يلتزموا بها وفقًا للبلد، ولكن في معظم أجزاء العالم ، تعد تكنولوجيا الحيوان مهنة تحتاج إلى تنظيم عالي .وترتبط تكنولوجيا الحيوان بمجال إدارة الحيوان وغالبًا ما يتخصص التقنيون في العمل مع أنواع معينة من الحيوانات ، إما في المختبر أو في الميدان.